# Alejandro Insaurralde
Alejandro Oscar Insaurralde (Buenos Aires, Argentina, 24 de enero de 1972) es un exfutbolista argentino que jugaba como volante.

## Trayectoria

### Atlanta
Soria debutó con la camiseta de Atlanta en 1991. En 1995 se coronó campeón de la B Metropolitana y logró el ascenso a la B Nacional. Tuvo varias etapas en el club, en donde superó los 140 partidos disputados.

### Atlético Tucumán
Para la temporada 1997/98 se mudó a San Miguel de Tucumán y se sumó a Atlético Tucumá En el decano jugó hasta 1998.

### Liga de Quito
En 1999 tuvo su primera experiencia en el extranjero, cuando se trasladó a Ecuador y se unió a Liga de Quito. Con el albo se consagró campeón del Campeonato Ecuatoriano.

### Platense
En el 2000 pasó a Platense, donde jugó hasta el 2002.

### El Porvenir
En la temporada 2002/03 jugó para El Porvenir.

### Ben Hur
En 2003 viajó a Santa Fe y se sumó a Ben Hur. En el club rafaelino jugó hasta el 2004.

### Sport Áncash
En 2005 pasó a Sport Áncash de Perú. Con la institución terminó en sexta posición del Campeonato Descentralizado.

### Flandria
En 2006 volvió a Argentina y se sumó a Flandria.

### Excursionistas
Su último club en el fútbol argentino fue Excursionistas.

### Fútbol Vietnamita
En 2007 viajó a Vietnam y tuvo una trayectoria por distintos clubes del país. Jugó en el país asiático hasta 2011, donde pasó por Tien Giang, Can Tho, Thanh Hoa y Hue, donde se retiró del fútbol.

## Clubes
| Club             | País      |
| ---------------- | --------- |
| Atlanta          | Argentina |
| Atlético Tucumán | Argentina |
| Liga de Quito    | Ecuador   |
| Platense         | Argentina |
| El Porvenir      | Argentina |
| Ben Hur          | Argentina |
| Sport Áncash     | Perú      |
| Flandria         | Argentina |
| Excursionistas   | Argentina |
| Tien Giang       | Vietnam   |
| Can Tho          | Vietnam   |
| Thanh Hoa        | Vietnam   |
| Hue              | Vietnam   |

## Palmarés
| Título                 | Equipo        | País      | Año     |
| ---------------------- | ------------- | --------- | ------- |
| B Metropolitana        | Atlanta       | Argentina | 1994/95 |
| Campeonato Ecuatoriano | Liga de Quito | Ecuador   | 1999    |